# 筱塘乡
筱塘乡，是中华人民共和国江西省宜春市丰城市下辖的一个乡镇级行政单位。

## 行政区划
筱塘乡下辖以下地区：
筱塘社区、筱塘村、庙前村、双枣村、瓜埂村、双岗村、苏坊村、岭前村、嵊山村、岗前村、北下村、安坪村、倪家村、厚郭村和沙郭村。

## 中国传统村落
2013年8月，厚板塘村被评为第二批中国传统村落。